# Kensington Computer Products Group
Kensington Computer Products Group является подразделением марки ACCO Brands (расположена в Редвуд-Шоз, штат Калифорния). Компания занимается реализацией компьютерных аксессуаров и периферии, среди которых компьютерные мыши, клавиатуры, сумки для ноутбуков, IPod аксессуары и блоки питания. Одним из знаковых брендов компании является Кенсингтонский замок — лёгкая система физической фиксации, предназначенная для ноутбуков и периферийных устройств.